# Bistum Embu
Das Bistum Embu (lat.: Dioecesis Embuensis, engl.: Diocese of Embu) ist ein in Kenia gelegenes Bistum der römisch-katholischen Kirche. Sitz des Bistums ist Embu. Es umfasst das Embu County.

## Geschichte
Papst Johannes Paul II. gründete es mit der Apostolischen Konstitution Quoniam Nostrum am 9. Juni 1986 aus Gebietsabtretungen des Bistums Meru und es wurde dem Erzbistum Nairobi als Suffragandiözese unterstellt.
Am 21. Mai 1990 wurde es Teil der Kirchenprovinz des Erzbistums Nyeri.

## Bischöfe von Embu
- John Njue (9. Juni 1986 – 9. März 2002, dann Koadjutorerzbischof von Nyeri)
- Anthony Muheria (30. Oktober 2003 – 28. Juni 2008, dann Bischof von Kitui)
- Paul Kariuki Njiru (9. Mai 2009 – 22. Juli 2023, dann Bischof von Wote)
- Peter Kimani Ndung’u (seit 15. August 2024)